# Rosemary Dunsmore
Pour les articles homonymes, voir Dunsmore.
Rosemary Dunsmore, est une actrice canadienne, née le 13 juillet 1952 à Edmonton en Alberta.

## Filmographie

### Cinéma
- 1986 : Dancing in the Dark : l'infirmière
- 1988 : Jumeaux : Miss Busby
- 1990 : Total Recall : Dr Lull
- 1993 : Cliffhanger : Traque au sommet : la secrétaire du trésorier
- 1996 : Natural Enemy : Judy
- 1998 : Les filles font la loi : Page Sawyer
- 2001 : Good Stuff : le médecin
- 2003 : Dreamcatcher : L'Attrape-rêves : Roberta Cavell
- 2004 : White Knuckles : Victoria Conrad
- 2006 : Citizen Duane : le maire Kelly Milton
- 2007 : Bonded in Paris : Rosemary
- 2008 : The Baby Formula : Wanda
- 2009 : Esther : grand-mère Barbara
- 2009 : At Home by Myself... with You : Bessie Abernathy
- 2010 : Ruby Skye P.I.: The Spam Scam : Ava O'Deary
- 2010 : Empty : Margaret Burke
- 2011 : Visages inconnus : Dr Langenkamp
- 2012 : The Riverbank : Miranda Magos
- 2012 : Ruby Skye P.I.: The Haunted Library : Ava O'Deary
- 2012 : Miskate : la grand-mère
- 2013 : The Hot Flash : Nana
- 2014 : Don't Get Killed in Alaska : Jan
- 2015 : How to Plan an Orgy in a Small Town : la mère de Seth
- 2017 : Reel Women Seen : la grand-mère
- 2017 : Blood Honey : Louisa Lippe
- 2018 : Arlo Alone
- 2019 : Likeness : June
- 2020 : The Merry Wives of Windsor : une villageoise
- 2020 : Dear Jesus : sœur Bernadette
- 2021 : Kicking Blood : Bernice
- 2023 : Misanthrope : Mme Possey
- 2024 : Alterations

### Télévision
- 1980-1981 : Le Vagabond : Di Jarret et Dixie (2 épisodes)
- 1985 : ABC Weekend Specials : Mme Settergren (1 épisode)
- 1986 : Four on the Floor : plusieurs rôles (10 épisodes)
- 1986-1989 : The Campbells : Mary McTavish (16 épisodes)
- 1987 : Flight for Life
- 1987 : La Course à la bombe : Jean O'Leary (2 épisodes)
- 1987 : Le Bonheur au bout du chemin 2 : Katherine Brooke (4 épisodes)
- 1987 : Rendez-moi mes enfants : Florence Jackson
- 1987 : Cap Danger : Agnes Calhoun (1 épisode)
- 1988 : La Délivrance : Sally
- 1988 : Favorite Son : Mme Harriet Fallon (3 épisodes)
- 1988 : La Loi de Los Angeles : Ina Toland (1 épisode)
- 1988 : La Cinquième Dimension : Elise (1 épisode)
- 1989 : Mes deux papas : Dr Stuart (1 épisode)
- 1989 : Rick Hunter : Rachel Sands (1 épisode)
- 1989 : La Belle et la Bête : Virginia Sheets (1 épisode)
- 1990 : MacGyver : Dr Gwen Carpenter (1 épisode)
- 1990-1993 : E.N.G. : Dr Boyd et Kathleen Kenner (2 épisodes)
- 1990-1996 : Les Contes d'Avonlea : Tante Abigail MacEwan (5 épisodes)
- 1990-1992 : Mom P.I. : Sally Sullivan (26 épisodes)
- 1993 : Au-delà de la décence : Mary Farrow
- 1994 : RoboCop : Mlle Leachman (1 épisode)
- 1995 : Au bénéfice du doute
- 1995 : Bach's Fight for Freedom : Gerta
- 1996 : Kung Fu, la légende continue : Rachel (1 épisode)
- 1996 : Abus d'influence : Carla Morgan
- 1997 : Breaking the Surface: The Greg Louganis Story : Frances Louganis
- 1997 : Poltergeist : Les Aventuriers du surnaturel : Dr Emily Randall (1 épisode)
- 1997-1998 : Psi Factor, chroniques du paranormal : Dr Ruth Godwin et l'agent de Rebecca Royce (2 épisodes)
- 1998 : Disparitions suspectes : Mme Blair
- 1999 : Freak City : Mary Manmouth
- 2000-2003 : Soul Food : Les Liens du sang : Juge Priscilla Barnes (3 épisodes)
- 2001 : Hangman : Dr Natalie Walsh
- 2001 : Judy Garland, la vie d'une étoile : Ida Koverman (2 épisodes)
- 2001 : Blue Murder : Principale Leona Harcourt (1 épisode)
- 2003 : Queer as Folk : la juge (1 épisode)
- 2003 : La Loi d'une mère : l'avocat de la défense
- 2004 : Rédemption - Itinéraire d'un chef de gang : Warden Woodford
- 2004 : Degrassi : La Nouvelle Génération : la juge (1 épisode)
- 2004 : État d'alerte : Louis Avery (5 épisodes)
- 2004 : Méthode Zoé : Mme Sutton (1 épisode)
- 2004-2005 : ReGenesis : Shuler la conférenciaire (6 épisodes)
- 2005 : Kevin Hill : juge Landell (1 épisode)
- 2006 : Opération Hadès : Nancy Langford (2 épisodes)
- 2006 : Un mariage malgré tout ! : Claire Welling
- 2007 : Au nom de ma fille : la travailleuse sociale
- 2008 : Pour l'amour de Grace : Alicia
- 2009 : Les Vies rêvées d'Erica Strange : Tania (1 épisode)
- 2009 : Au-delà des apparences : Narda Barber
- 2010 : À : Bernice Taylor (1 épisode)
- 2010 : Quand l'amour ne suffit plus : L'Histoire de Lois Wilson : Matilda Burnham
- 2010 : Les Aventuriers de Smithson High : Mme Elaine Dunsmoor (1 épisode)
- 2010 : Lost Girl : la psychologue (1 épisode)
- 2010 : Le Costume du Père Noël : Marge
- 2011 : La Petite Mosquée dans la prairie : Mme Harper (1 épisode)
- 2012 : La Fugitive : la grand-mère
- 2013 : Maternité à risque : Beth Franklin
- 2014 : Remedy : Violet Patterson (1 épisode)
- 2015-2016 : Between : la ministre Miller (5 épisodes)
- 2015-2017 : Orphan Black : Professeure Susan Duncan (14 épisodes)
- 2019 : Coroner : Mme Panych (2 épisodes)
- 2019 : Street Legal : Renee Darling (6 épisodes)
- 2019 : The Hot Zone : la tante de Nancy (3 épisodes)
- 2020-2021 : Elinor veut tout savoir : Camilla (3 épisodes)
- 2021 : La Vraie Recette de l'amour : Rosie
- 2021 : Chabracadabra : Winnifred (4 épisodes)
- 2021-2022 : Pyjamasques : Orticia (2 épisodes)
- 2021-2022 : Chucky : Dr Amanda Mixter (7 épisodes)
- 2022 : Good Sam : Helen Fletcher (2 épisodes)
- 2022 : Three Pines : Irene Morrow (2 épisodes)
- 2023 : PAW Patrol : La Pat' Patrouille : Mme Marjorie (1 épisode)